# Stichaeus punctatus
Stichaeus punctatus és una espècie de peix de la família dels estiquèids i de l'ordre dels perciformes.

## Descripció
- Fa 220 mm de llargària màxima.
- La seua coloració presenta tons de beix marró i gris vermell (adopta sovint els colors del seu entorn).
- Aleta caudal arrodonida.
- Aletes pectorals arrodonides i prominents.
- Té de cinc a sis punts negres a l'aleta dorsal, els quals comencen per damunt de les brànquies i acaben a la base de l'aleta caudal.[2]

## Subespècies
- Stichaeus punctatus pulcherrimus (Taranetz, 1935)
- Stichaeus punctatus punctatus (Fabricius, 1780)[3]

## Alimentació
Es nodreix d'invertebrats bentònics i de petits crustacis.

## Hàbitat i distribució geogràfica
És un peix marí, el qual viu a Nord-amèrica: els fons rocallosos i de grava del Canadà (la Colúmbia Britànica, els Territoris del Nord-oest i el Quebec -l'estuari del riu Sant Llorenç-, incloent-hi el litoral atlàntic des de l'oceà Àrtic fins a la badia de Fundy) i els Estats Units (des de la costa de Maine al cap Cod i, també, el litoral del Pacífic nord -com ara, Alaska-).